# Czeczeńska Republika Iczkerii
Czeczeńska Republika Iczkerii (czecz. Noxçiyn Paçẋalq Noxçiyçö / Нохчийн Пачхьалкх Нохчийчоь) – proklamowane w 1991 państwo w północnym Kaukazie, nieuznawane przez społeczność międzynarodową. Nazwa Iczkeria używana jest w odniesieniu do środkowej części Czeczenii i oznacza w językach tureckich „miejsce wewnętrzne” (içki yer).

## Historia

### 1991–1994
Gdy w nocy z 18 na 19 sierpnia 1991 w Moskwie wybuchł tzw. pucz Janajewa władze Czeczeńsko-Inguskiej Autonomicznej Socjalistycznej Republiki Radzieckiej zdecydowały się poprzeć puczystów. To wydarzenie miało swoje skutki w Czeczenii, bowiem 1 września 1991 Komitet Wykonawczy Ogólnonarodowego Kongresu Narodu Czeczeńskiego rozwiązał dotychczas funkcjonującą Radę Tymczasową republiki i rozkazał swoim oddziałom zająć parlament, co stało się bez sprzeciwu ze strony Moskwy, która pamiętała postawę Rady podczas puczu Janajewa, i dlatego nie zdecydowała się wspomóc dawnych władz. 6 września 1991 przywódca ruchu niepodległościowego Dżochar Dudajew obalił Radę Tymczasową republiki i przejął władzę w Czeczenii, w której zaplanowano nowe wybory parlamentarne i prezydenckie, a które wygrał Dudajew i jego stronnicy. 27 października 1991 wybrany na prezydenta Dudajew ogłosił 1 listopada 1991 dekret o suwerenności Republiki Czeczenii.
2 listopada 1991 wiceprezydent Rosyjskiej FSRR Aleksandr Ruckoj wydał dekret o wprowadzeniu stanu wyjątkowego w Czeczenii i Inguszetii (w miesiąc później Ingusze w referendum wypowiedzieli się za oddzieleniem się od Czeczenii), który miał obowiązywać od 8 listopada. Spotkało się to ze sprzeciwem zarówno mediów i parlamentu, jak i przedstawicieli resortów. Borys Jelcyn wymusił jednak realizację dekretu, a dodatkowo zdecydował się na interwencję militarną w Czeczenii, w której to na lotnisku w Groznym wylądował oddział komandosów. Jego misja przywrócenia w Czeczenii rosyjskich porządków zakończyła się kompletnym fiaskiem, bowiem już na lotnisku został otoczony przez oddziały Dudajewa i zmuszony do odlotu. 11 listopada Rada Najwyższa ZSRR odwołała dekret o stanie wojennym w Czeczenii. 8 grudnia 1991 podpisano tzw. porozumienie białowieskie likwidujące ZSRR, a powołujące jednocześnie Wspólnotę Niepodległych Państw.
12 marca 1992 czeczeński parlament uchwalił konstytucję niepodległej Czeczenii. Dzień później Gruzja jako jedyne państwo uznało deklarację niepodległości Czeczenii. 31 marca 1992 Czeczenia odmówiła podpisania układu o wstąpieniu w skład Federacji Rosyjskiej, pozostając formalnie poza państwem rosyjskim. Natomiast Inguszetia już jako osobna republika powstała 4 czerwca 1992 przystąpiła do Federacji Rosyjskiej. Po ogłoszeniu niepodległości skończyły się dotacje z Moskwy, zaś wycofanie się ekonomiczne zaczęło destabilizować czeczeńską gospodarkę. Władze rosyjskie zaczęły przedstawiać gospodarkę czeczeńską jako bazującą na przestępstwach i mafii, a obraz taki miał oddziaływać zarówno na mieszkańców Rosji, jak i Czeczenii, doprowadzając do jej destabilizacji. Miało to swój skutek w postaci m.in. masowej emigracji Rosjan z Czeczenii, która z kolei stała się w Rosji pożywką dla propagandowych oskarżeń o łamanie praw mniejszości w Czeczenii. Władze w Moskwie zbyt słabe na bezpośrednią interwencję, zaczęły więc wspierać finansowo i wywiadowczo opozycję w Czeczenii, podejmując działania zakulisowe prowadzone przez służby specjalne, m.in. wspierając opozycję wobec prezydenta Dudajewa, w tym kilka nieudanych prób zbrojnego przewrotu. Jednym z takich działań było zwerbowanie przez Federalną Służbę Bezpieczeństwa Rusłana Łabazanowa, kryminalisty zwolnionego z celi śmierci w Piatigorsku, który zinfiltrował otoczenie prezydenta Dudajewa, został oficerem jego gwardii, a później stał się głównym organizatorem finansowanej z budżetu Rosji opozycji antyprezydenckiej.
16 kwietnia 1992 Boris Gromow (I zastępca ministra obrony Federacji Rosyjskiej) i prezydent Dudajew podpisali porozumienie o wyprowadzeniu z Czeczenii wojsk byłego ZSRR. Realizował je nowy minister obrony Federacji Rosyjskiej Pawieł Graczow, wydając 28 maja 1992 rozkaz ewakuacji. Kontrowersje budził fakt, iż rozkaz zawierał pozostawienie na miejscu, w Czeczenii, 50 procent broni, amunicji i sprzętu wojskowego, której jednak Czeczeni w pełni nie przejęli, gdyż część uzbrojenia została później przez Rosjan przehandlowana Ormianom i Azerom walczącym w wojnie karabaskiej oraz Abchazom walczącym w wojnie w Abchazji.
Wiosną 1993 Dżochar Dudajew zadekretował rozwiązanie parlamentu, w następstwie czego Czeczenię sparaliżowały protesty i strajki, zaś opozycja parlamentarna pod przywództwem Jusupa Sosłambekowa zaczęła przygotowywać votum nieufności. 4 kwietnia 1993 roku oddziały Dudajewa zajęły ratusz w Groznym i zniszczyły karty do głosowania. Dudajew nie widząc możliwości współpracy z parlamentem, zdecydował 17 kwietnia 1993 o wprowadzeniu rządów prezydenckich. Czeczenia 16 stycznia 1994 przyjęła nazwę Czeczeńska Republika Iczkerii.
Prezydent Dudajew szukał porozumienia z władzami rosyjskimi. W 1993 napisał list do premiera Wiktora Czernomyrdina, a zgodnie z tym co potwierdził później szef ochrony Borysa Jelcyna, Aleksandr Korżakow, Dudajew w 1994 dzwonił osiem razy do administracji prezydenta Jelcyna, który nie był o tym powiadamiany. Decyzje dotyczące Czeczenii (w tym późniejsze o rozpoczęciu wojny) podejmowali bowiem Siergiej Fiłatow – szef administracji kremlowskiej, Pawieł Graczow – minister obrony oraz wicepremier Siergiej Szachraj. Ta grupa bowiem wychodziła z założenia, że z Dudajewem nie można się porozumieć, a zareagować można tylko siłą. Zanim doszło do wybuchu wojny, na terenie sąsiadujących z Czeczenią terytoriów rosyjskich (Kraj Stawropolski i Krasnodarski) pojawiały się przypadki akcji terrorystycznych dokonywanych przez Czeczenów, jak np. porwania autobusów i samolotów. Były one jednym z powodów późniejszej decyzji o interwencji zbrojnej w Czeczenii. Co więcej decyzję tę potwierdziło pojawienie się w Czeczenii wyraźnej zbrojnej opozycji wobec Dudajewa – organizowanej przez byłe elity partii komunistycznej, dawnych członków Frontu Ludowego i rozczarowanych byłych zwolenników Dudajewa. To ostatecznie przekonało wąskie grono na Kremlu, że reakcja militarna z jednej strony jest nieodzowna, z drugiej zaś daje pewność sukcesu, którego tak potrzebował Borys Jelcyn, którego notowania od 1993 sukcesywnie spadały. 9 grudnia wydał on dekret o „rozbiciu zbrojnych formacji w Czeczenii”. Mówił w nim o potrzebie zagwarantowania bezpieczeństwa państwa oraz nieprzestrzeganiu w Czeczenii praw człowieka, wolności obywatelskich oraz porządku publicznego.

### I wojna w Czeczenii (1994–1996)

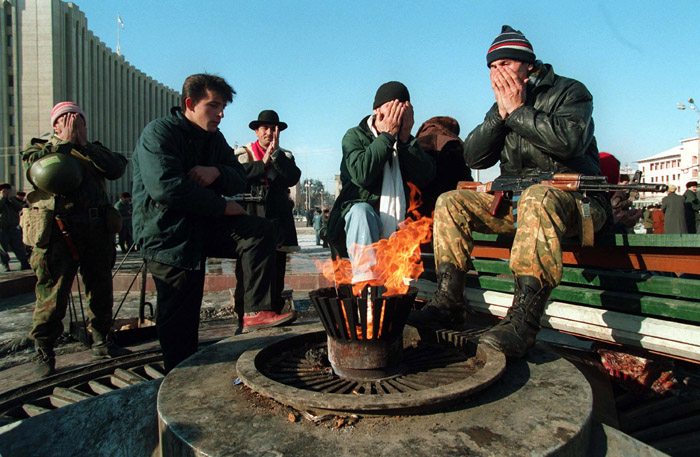
Zwolennicy Dudajewa modlą się przed Pałacem Prezydenckim w Groznym, grudzień 1994

11 grudnia 1994 do republiki wkroczyły wojska rosyjskie. Po szybkim zajęciu Groznego rosyjscy żołnierze nie byli go w stanie odpowiednio bronić, wpadając w pułapki zmasowanych ataków czeczeńskich partyzantów. Na tę sytuację Borys Jelcyn zareagował wzmożeniem ataku na czeczeńską stolicę, w tym także po raz pierwszy od II wojny światowej zdecydowano się na bombardowanie z powietrza europejskiego miasta, co rozpoczęło się 22 grudnia gdy na dzielnice mieszkalne i ludność cywilną zaczęły spadać bomby. Walki o zdobycie Groznego, w tym przede wszystkim sposób w jaki to czyniło rosyjskie wojsko (ciągłe bombardowania miasta, które było w 70% zamieszkane przez Rosjan), wzbudziły duże kontrowersje w Rosji. Dodatkowo gdy Dudajew zaprosił do Groznego wszystkich chętnych dziennikarzy i korespondentów z różnych krajów, dzienniki i programy informacyjne pełne były materiałów z niszczonego rosyjskimi bombami Groznego. Ocenia się, że wskutek bombardowań i ostrzału artyleryjskiego podczas ataku na Grozny zginęło 25 tys. osób spośród ludności cywilnej, a następnie 35 tys. cywilów i żołnierzy zginęło wkrótce. Olbrzymie straty wśród żołnierzy, jak i ludności cywilnej, nieudolność przeprowadzania operacji militarnej oraz późniejsze nadrabianie strat przez użycie jeszcze większej siły wzbudzało w Rosji duże oburzenie, a sam konflikt czeczeński spolaryzował rosyjską opinię publiczną. Od lutego 1995, kiedy Rosjanie zdobyli Grozny, a szef sztabu czeczeńskich sił zbrojnych Asłan Maschadow rozkazał żołnierzom czeczeńskim wycofać się ze stolicy, w Czeczenii rozpoczęły się walki partyzanckie.
Intensywne działania wojenne spowodowały, iż do czerwca 1995 zabito w Czeczenii 30 tysięcy ludzi (ponad połowę stanowiły dzieci). Olbrzymie straty w ludności cywilnej pchnęły Szamila Basajewa (jednego z głównych komendantów polowych) do dokonania aktu terrorystycznego w Budionowsku 14 czerwca 1995. Podczas niego Basajew wraz ze swym oddziałem zajął szpital i ogłosił, że wystrzela zakładników, jeśli Rosja nie przerwie działań wojennych w Czeczenii. Doprowadziło to do pertraktacji z premierem Wiktorem Czernomyrdinem, w wyniku których rosyjskie wojska czasowo wstrzymały działania wojenne w Czeczenii, a Szamil Basajew ze swym oddziałem mógł bezpiecznie wyjechać z Budionowska i wrócić do Czeczenii. Wydarzenia w Budionnowsku dały pierwszą od początku wojny szansę na pokój. Trwające od 21 czerwca do 30 lipca 1995 negocjacje przyniosły quasi ograniczone quasi zawieszenie broni, którego jednak obie strony w pełni nie realizowały. 6 października 1995, gdy w zamachu ranny został dowódca Połączonej Grupy Wojsk, gen. Anatolij Romanow, ostatecznie zawieszenie broi przestało obowiązywać i powrócono do działań wojennych.
Po ponownej intensyfikacji działań wojennych na przełomie stycznia i lutego 1996 roku, grupa ok. 600 bojowników pod wodzą Asłana Maschadowa zdołała odbić Grozny, by po trzech dniach nieniepokojeni wycofali się z miasta. Po tak wizerunkowej porażce, z końcem marca 1996 Moskwa zaczęła się zastanawiać nad w miarę satysfakcjonującym wyjściem z Czeczenii.
21 kwietnia 1996 po zabójstwie Dżochara Dudajewa, obowiązki prezydenta Czeczenii przejął Zelimchan Jandarbijew. 27 maja 1996 wraz z Asłanem Maschadowem przyleciał on do Moskwy na rozmowy pokojowe, zakończone podpisaniem rozejmu. Po spotkaniu z delegacją czeczeńską, na drugi dzień, Borys Jelcyn, prowadząc kampanię wyborczą, poleciał do Groznego, na spotkanie z rosyjskimi żołnierzami, którym pogratulował zwycięstwa w wojnie. Po powrocie z Moskwy, 29 maja 1996 Asłan Maschadow, zgodnie z podpisaną na Kremlu dwa dni wcześniej umową, wydał rozkaz oddziałom czeczeńskim wstrzymania działań bojowych. 8 lipca (dzień po ogłoszeniu wyników wyborów prezydenckich w Rosji, wygranych przez Borysa Jelcyna), dowódca rosyjskiej grupy Wojsk Kaukaskich Wiaczesław Tichomirow przedstawił Czeczenom nowe ultimatum, grożąc wznowieniem walk. Dzień później, dowództwo wojska federalnych w Czeczenii wprowadziło godzinę policyjną oraz rozpoczęło bombardowania Czeczenii, które objęły m.in. takie miejscowości jak Szatoj, Wiedieno, Nożaj Jurt, Aczchoj-Martan czy Gechi. Zgodnie z umową, Rosjanie nie zlikwidowali ani jednego tzw. „punktu filtracyjnego” w Czeczenii. Rankiem 6 sierpnia 1996, Czeczeni widząc brak chęci do utrzymania rozejmu przez Rosjan, rozpoczęli kontrofensywę, w wyniku której odbity został Grozny, a broniące go rosyjskie wojska poniosły zupełną klęskę. 30 sierpnia 1996 w Chasawiurcie, generałowie Aleksandr Lebied i Asłan Maschadow podpisali rozejm, kończący pierwszą wojnę czeczeńską. Na jego mocy wszystkie strony wyrzekały się użycia siły, potwierdzono prawo do samostanowienia a problem statusu republiki został odłożony na 5 lat. Wojska rosyjskie wycofano z Czeczenii.

### 1996–1999
W wyborach przeprowadzonych 27 stycznia 1997 – nadzorowanych przez międzynarodowych obserwatorów, ale kwestionowanych w Rosji ze względu na udział w nich mniej niż połowy uprawnionych do głosowania – prezydentem został wybrany Asłan Maschadow. 12 maja 1997 podpisano w Moskwie rosyjsko-czeczeński traktat pokojowy. Mimo pokoju, sytuacja w Czeczenii nie uległa poprawie, a pod wieloma względami pogorszyła się. Dwuletni konflikt zbrojny zradykalizował całe pokolenie młodszych Czeczenów, pogłębił podziały w łonie czeczeńskiego przywództwa i pokazał, że przemoc może stanowić niezłe źródło utrzymania w sytuacji, gdy państwo praktycznie upadło. Konflikt na szczytach władzy, walki między klanami, duża przestępczość i ciągła penetracja przez rosyjskie służby powodowała, że Czeczenię ciągle trawiły niepokoje a kraj ten nie był w stanie normalnie się rozwijać.

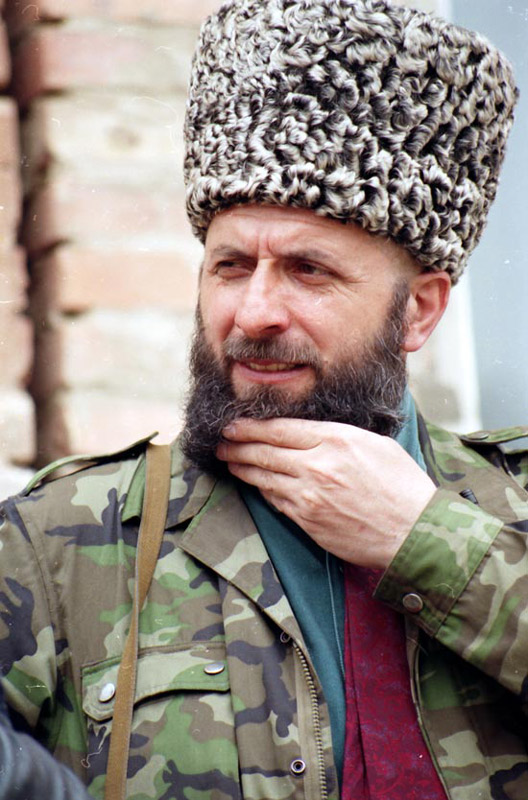
Zelimchan Jandarbijew
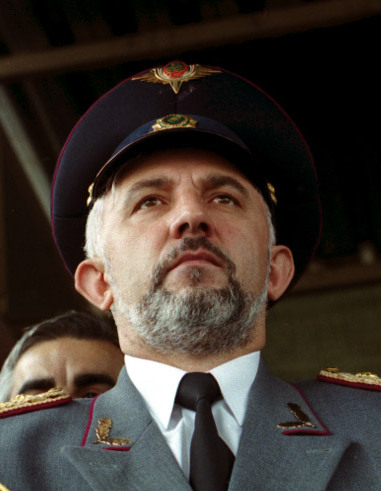
Asłan Maschadow
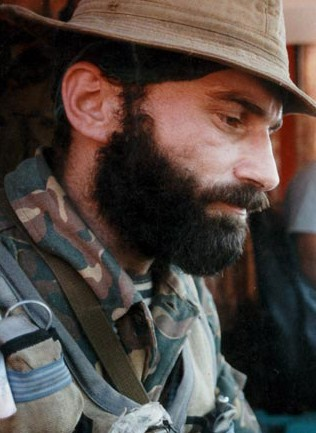
Szamil Basajew

Jednak sytuacji wewnętrznej nie zmieniło krótkotrwałe mianowanie premierem uznanego przez Rosję za terrorystę Szamila Basajewa. W latach 1997–1999 miały miejsce liczne porwania ludzi dla okupu, którymi zajmowały się głównie czeczeńskie klany i gangi przestępcze. Porwania dotyczyły zwłaszcza cudzoziemców, łącznie z przypadkami ich zabijania w przypadku nieuzyskania wykupu – najbardziej znane jest zabójstwo w grudniu 1998 czterech Brytyjczyków i Nowozelandczyka. W maju 1998 porwano przedstawiciela prezydenta Rosji w Czeczenii Walentina Własowa, a w marcu 1999 rosyjskiego generała Konstantina Szpiguna. Zdarzenia takie dotknęły też obywateli polskich. W grudniu 1997 porwano pięciu Polaków (m.in. Marka Kurzyńca). Natomiast 8 sierpnia 1999 na terytorium sąsiedniego Dagestanu uprowadzono dwie Polki: prof. Zofię Fiszer-Malanowską i doc. Ewę Marchwińską-Wyrwał. To ostatnie porwanie przypisuje się grupie braci Achmadowów. Władze republiki wysuwały oskarżenia, że proceder ten jest inspirowany przez rosyjskie służby specjalne – o zabójstwo w 1996 sześciu lekarzy Czerwonego Krzyża obwiniono zamieszkałego w Moskwie Adama Denijewa jako agenta (lub pułkownika) FSB, a zabójstwem Brytyjczyków i Nowozelandczyka obciążono Arbi Barajewa jako kolaboranta i agenta FSB, pomimo tego, że do jego zabicia przez armię federalną w 2001 rzekomo nie był przez te władze niepokojony.
Pod protektoratem Szamila Basajewa i Zelimchana Jandarbijewa – zwolenników kontynuowania walki zbrojnej aż do wyparcia Rosjan z całego Kaukazu – w Czeczenii utworzono kilka obozów szkoleniowych kształcących wojowników świętej wojny z całego Kaukazu. Czeczeni, ale także Arabowie i inni, którzy walczyli razem z mudżahedinami w Afganistanie zauważyli w Czeczenii kolejną arenę światowego dżihadu. Spowodowali oni szereg zbrojnych incydentów i akcji terrorystycznych, zwłaszcza w sąsiednim Dagestanie. Coraz większe wpływy w republice zdobywał radykalny islam, w tym pochodzący z Arabii Saudyjskiej wahhabici. Czeczenia, w której dotychczas istniała wyraźna granica między polityką a religią, zaczęła ulegać wpływom islamistów, którzy starali się zaszczepić w niej obcy jej kulturowo wahhabizm. Zwolennikami implementacji tej ideologii w Czeczenii stali się Szamil Basajew, Salman Radujew, Zelimchan Jandarbijew, Arbi Barajew i bracia Achmadowowie – najbardziej znani spośród byłych dowódców polowych, a później wahhabitów w Czeczenii. Stworzyli oni drobne partie, które utworzyły Kongres Narodów Iczkerii i Dagestanu, domagający się wprowadzenia tam szariatu i odsunięcia prezydenta Maschadowa od władzy. Ten zaś publicznie skrytykował działalność tej organizacji oraz masowych porwań, w które według Maschadowa częściowo byli zamieszani ci dawni byli dowódcy polowi. Ulegając naciskom, 3 lutego 1999 prezydent Maschadow wydał dekret o wprowadzeniu szariatu w Czeczenii. Radykalne reformy wzmocniły żądania fundamentalistów którzy zadeklarowali, iż domagają się wypędzenia Rosjan z Kaukazu i utworzenie islamskiego państwa, obejmującego oprócz Czeczenii także rosyjski Dagestan.
Nie mając dostatecznej siły do wywarcia na jego oponentach presji, a jednocześnie obawiając się rozlewu bratniej krwi w Czeczenii, Maschadow szukał pomocy w Moskwie. Osobą oddelegowaną przez niego był Turpał-Ali Atgierijew – minister bezpieczeństwa Czeczeńskiej Republiki Iczkerii, który kilkakrotnie jeździł na spotkania z Rosjanami. Telefonicznie rozmawiał także z ówczesnym szefem FSB Władimirem Putinem, którego ostrzegał o możliwości przygotowywania przez wahhabitów militarnych działań prowokacyjnych w Dagestanie. Kiedy kolejny raz, wiosną 1999 pojawił się w Moskwie, został aresztowany przez FSB na lotnisku Wnukowo.
W maju 1999, zaraz po wyborze na stanowisku premiera Rosji, Siergiej Stiepaszyn w swoją pierwszą podróż pojechał do Dagestanu, aby tam odwiedzić wioski Karamachi i Czabanmachi, znajdujące się w rejonie Botlicha i Chasawjurtu. Trzy miesiące później, lider dagestańskich wahhabitów Bagaudtin Magomiedow, dotychczas zajmujący się porwaniami dla pieniędzy dzięki pomocy wieloletniego agenta FSB Kazimagomieda Magomiedowa, wezwał na pomoc Szamila Basajewa. Ten zaś, wraz ze swoimi oddziałami oraz oddziałami jego najbliższego towarzysza, pułkownika al-Chattaba, 8 sierpnia 1999 przekroczyli granicę Dagestanu w rejonie Botlicha i Chasawjurtu i weszli do wiosek Karamachi i Czabanmachi, wpadając tam w pułapkę i opór ze strony ludności miejscowej oraz czekających na nich oddziałów rosyjskich. Dzień później Siergiej Stiepaszyn został zdymisjonowany z funkcji premiera Rosji, a jego następcą został Władimir Putin – szef FSB i zarazem sekretarz Rady Bezpieczeństwa Rosji. Basajew i al-Chattab zdążyli wycofać się ze swoimi oddziałami do Czeczenii niezatrzymywani przez rosyjskie patrole i krążące nad nimi rosyjskie śmigłowce.
Kilka miesięcy później w wywiadzie udzielonym „Niezawisimoj Gazietie”, Siergiej Stiepaszyn stwierdził, że rosyjskie plany inwazji na Czeczenię (opracowane ze wiedzą szefa FSB) sporządzono już w marcu 1999, z przewidywanym planem ataku na sierpień lub wrzesień.

### II wojna w Czeczenii (1999–2009)
We wrześniu 1999 Rosją wstrząsają zamachy bombowe na budynki mieszkalne, o które władze rosyjskie obwiniły czeczeńskich separatystów. Wydarzenia te strona rosyjska podała jako uzasadnienie do kolejnej interwencji militarnej. Z kolei pod adresem rosyjskich służb specjalnych wysuwane są zarzuty prowokacji. Maschadow potępił zarówno zamachy, jak i wejście Basajewa do Dagestanu. Po tygodniu bombardowań z powietrza, 1 października 1999 premier Władimir Putin rozpoczął nową ofensywę lądową w Czeczenii.
W 2000 Rosjanie zajęli większą część kraju, zaś zwolennicy niepodległości Czeczenii przeszli do walki partyzanckiej.
W 2002 roku, pomimo trwania walk partyzanckich, Rosja oficjalnie ogłosiła zakończenie działań wojennych i zaczęła stopniowo wprowadzać w Czeczenii za pomocą działań politycznych tzw. plan normalizacji.
23 marca 2003 w Czeczenii przeprowadzono referendum konstytucyjne. Jednym z najważniejszych postanowień nowej konstytucji republiki było pozostanie w Federacji Rosyjskiej. Według strony rosyjskiej w wyborach udział wzięło niemal 90% uprawnionych do głosowania i prawie 96% opowiedziało się za zaproponowaną przez władze rosyjskie konstytucją. Według wielu komentatorów dane te są nieprawdziwe.
Również warunki, w jakich było przeprowadzone głosowanie, budziły zastrzeżenia. Według wielu obserwatorów Rady Europy referendum powinno być przełożone na czas uspokojenia się sytuacji w regionie. Zastrzeżenia budziło również głosowanie samych żołnierzy, którzy na stałe stacjonowali (zdaniem zwolenników niepodległości jako okupanci) w republice i stanowili około 10% wyborców. Zdaniem władz rosyjskich zastrzeżenia te nie wpłynęły jednak na sam wynik referendum, twierdziły one, że sama ludność czeczeńska jest zmęczona przeciągającymi się działaniami wojskowymi i w zdecydowanej większości poparła uchwalenie konstytucji. Zwolennicy niepodległości nawoływali do bojkotu referendum, a jego wyniki uważają za sfałszowane (przynajmniej w kwestii podanej wysokiej frekwencji). Strona rosyjska zaprzecza tym oskarżeniom. Niektórzy politycy krajów Unii Europejskiej uznali referendum za „krok w dobrym kierunku”. Natomiast zdecydowanie krytycznie o referendum wypowiadały się organizacje praw człowieka, podzielając wymienione wyżej zastrzeżenia.
Czeczenia 2 kwietnia 2003 stała się częścią Federacji Rosyjskiej, czego nie uznały władze Czeczeńskiej Republiki Iczkerii. Projekt konstytucji przedłożył Achmat Kadyrow – poprzednio Wielki Mufti Czeczenii i jeden z dowódców polowych, po przejściu na stronę sił federalnych w 1999 roku, a od 2000 roku szef prorosyjskiej administracji republiki. 5 października 2003 w wyniku wyborów prezydenckich (których uczciwość i ważność była kwestionowana przez obecnych na miejscu międzynarodowych obserwatorów, m.in. OBWE), Achmat Kadyrow został pierwszym prezydentem Republiki Czeczenii, wchodzącej w skład Federacji Rosyjskiej. 9 maja 2004 zginął on w zamachu na stadionie w Groznym w trakcie obchodów Dnia Zwycięstwa, w wyniku eksplozji ładunku wybuchowego, wmurowanego pod trybunę honorową. Tydzień później do organizacji zamachu przyznał się czeczeński komendant polowy Szamil Basajew, tłumacząc, że działał w imię „świętego prawa islamskiego”, a celem ataku byli „zdrajcy narodu czeczeńskiego”. Asłan Maschadow początkowo poparł zamach, jednakże później go potępił z uwagi na fakt, iż jego ofiarami – obok polityków prorosyjskich i członków sił bezpieczeństwa (ciężko ranny został m.in. ówczesny dowódca sił armii rosyjskiej w Czeczenii, gen. Baranow) – były również osoby postronne. Po śmierci Achmata, drugim prezydentem Republiki Czeczenii wybranym w wyborach (w sierpniu 2004) został ekonomista Ału Ałchanow, jednakże prawdziwe rządy w Czeczenii przejął syn Achmata – Ramzan Kadyrow. Formalnie stanął na czele republiki jako jej prezydent w 2007, gdy Ału Ałchanow podał się do dymisji.
Kadyrowowie, na początku skrajnie niepopularni, z czasem wywalczyli sobie bardzo silną pozycję. Dzięki serii amnestii tysiące bojowników w Czeczenii zdecydowało się złożyć broń, a duża część z nich później podejmowała służbę w formacjach zbrojnych kontrolowanych przez Kadyrowów. Zaczęli wracać także emigranci polityczni. Choć dla pozostających w partyzantce bojowników czeczeńskich Ramzan Kadyrow jest uważany za polityka prorosyjskiego, to w rządzonej przez siebie republice ograniczył rosyjskie wpływy, między innymi doprowadzając do radykalnego zmniejszenia liczebności stacjonujących tu wojsk rosyjskich. To, oraz szereg innych działań prezydenta Kadyrowa to elementy tzw. „czeczenizacji” Czeczenii, czyli przejmowania władzy i wpływów przez wiernych Kremlowi Czeczenów. Ramzan Kadyrow, za poparciem Kremla, w pełni przejął kontrolę nad Czeczenią. Pozbył się opozycji, zastraszając oponentów lub zmuszając ich do wyjazdu. Jednocześnie zaczął wprowadzać stabilizację i odbudowywać Czeczenię ze zniszczeń. W 2009 port lotniczy w Groznym otrzymał status lotniska międzynarodowego, co dało Czeczenom możliwość większego otwarcia na świat.
8 marca 2005 podczas operacji specjalnej wojsk rosyjskich, został zabity Asłan Maschadow, ciągle stojący na czele Czeczeńskiej Republiki Iczkerii. Jego następcą został Chalim Sadułajew, który rok później został zabity w wyniku operacji bojowej prorosyjskiej milicji czeczeńskiej i FSB. Wśród zwolenników niepodległości doszło później do wewnętrznego skłócenia na skutek radykalizacji poglądów części polityków. Głównym celem stała się już nie sama niepodległość Czeczenii, ile stworzenie na Kaukazie islamskiego emiratu. 31 października 2007 lider islamistów z Iczkerii Doku Umarow ogłosił likwidację Czeczeńskiej Republiki Iczkerii i utworzenie Emiratu Kaukaskiego – islamskiego państwa obejmującego cały Kaukaz Północny. Decyzja ta spowodowała nowy konflikt wśród zwolenników niepodległości kraju. Część czeczeńskiej emigracji niepodległościowej także nie uznała owego emiratu – liderem tego skrzydła niepodległościowego pozostaje Ahmad Zakajew.
Strona rosyjska wielokrotnie ogłaszała koniec drugiej wojny czeczeńskiej, po raz ostatni 16 kwietnia 2009, jednak w rzeczywistości operacje wojskowe prowadzono także po tej dacie.

## Międzynarodowe uznanie
Czeczeńska Republika Iczkerii nie została nigdy powszechnie uznana na arenie międzynarodowej. Jej niepodległość uznała Gruzja za prezydentury Zwiada Gamsachurdii. Niepodległość Iczkerii uznawał też rząd Talibów w Afganistanie (1996-2001). Pomimo wielu prób czynionych za prezydentury Asłana Maschadowa żaden inny kraj nie uznał Czeczenii. W 2022 r. Ukraina uznała, że Rosja okupuje Czeczeńską Republikę Iczkerii.